# Body/Head
Body/Head je americké experimentální rockové duo složené z kytaristky a zpěvačky Kim Gordon a kytaristy Billa Nace. Dvojice spolu začala hrát již v roce 2011, ale projekt Body/Head vznikl až počátkem roku 2012. Svou vůbec první nahrávku, singl obsahující písně „The Eyes, The Mouth“ a „Night of the Ocean“ skupina vydala již v roce 2012 (šlo o záznam z koncertu). Své první studiové album v podobě EP nazvaného Body/Head skupina vydala v lednu 2013 u vydavatelství Open Mouth. První plnohodnotné studiové album nazvané Coming Apart pak vyšlo v září toho roku na značce Matador Records. Duo rovněž spolu s kytaristou Michaelem Morleyem vydalo album Glare Luring Yo (název skupiny tentokrát byl Body/Gate/Head).

## Diskografie
- Body/Head (EP, 2013)
- Coming Apart (2013)
- No Waves (koncertní album, 2016)
- The Switch (2018)